# جيوفري برينان
جيوفري برينان (بالإنجليزية: Geoffrey Brennan)‏ هو اقتصادي وفيلسوف أسترالي، ولد في 14 سبتمبر 1944.